# 繼園臺七號
《繼園臺七號》（英語：No.7 Cherry Lane）是一部2019年香港動畫電影，由楊凡執導。於2019年入圍第76屆威尼斯影展官方競賽單元，楊凡憑該片贏得最佳劇本獎。也入選2019年多倫多國際影展的特別放映。

## 劇情
該片以1967年的香港六七暴動為背景，講述由臺灣白色恐怖時期的一對母女漂泊到香港，與年輕英文補習老師發生的三角關係。楊凡形容為「寫給香港和電影的情書」。

## 配音員
- 張艾嘉 配音 虞太太
- 趙薇 配音 美玲，虞太太的女兒
- 林德信 配音 范子明，英文補習老師大學生
- 蒋雯丽
- 吳彥祖
- 馮德倫
- 田壯壯
- 許鞍華
- 陈果
- 潘迪華

## 外部連結
- 豆瓣电影上《繼園臺七號》的資料 （简体中文）
- 互联网电影数据库（IMDb）上《繼園臺七號》的资料（英文）